# Walter Ritter
Walter Ritter (* 26. Mai 1905 in Graz; † 2. Februar 1986 in Linz)  war ein österreichischer Bildhauer. Er baute an der Kunstschule der Stadt Linz ab 1948 die Meisterklasse für Bildhauerei auf.

## Leben und Wirken

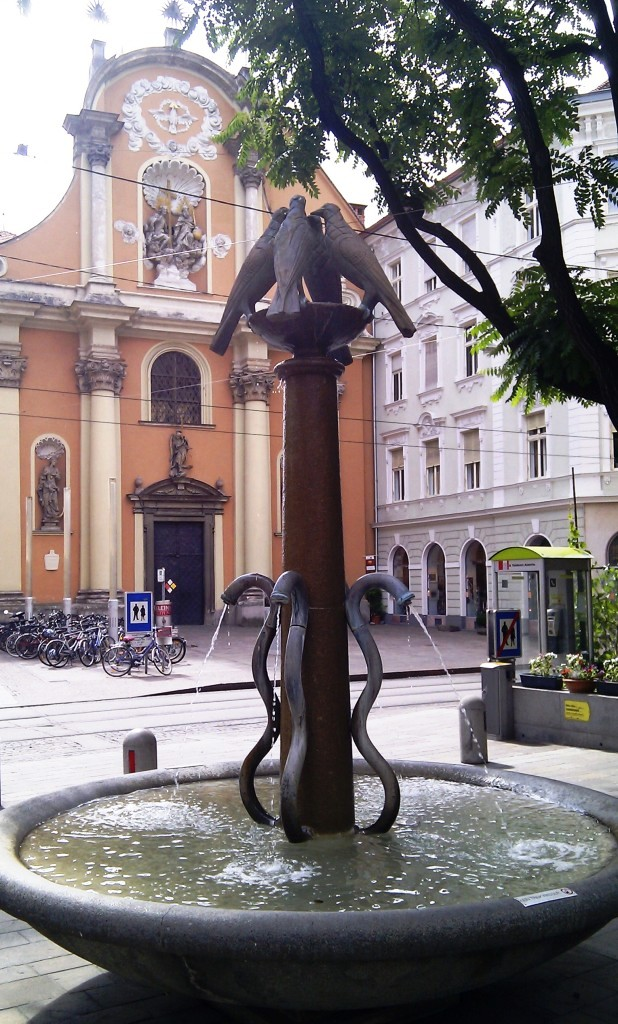
Taubenbrunnen, Schlossbergplatz, Graz

### Ausbildung
Walter Ritter besuchte von 1918 bis 1921 die Handelsakademie Graz, von 1921 bis 1925 die Fachklasse für Holz- und Steinbildhauerei an der Kunstgewerbeschule Graz u. a. bei Wilhelm Gösser und von 1925 bis 1928 die Akademie der Bildenden Künste Wien u. a. bei Josef Müllner.

### Berufliche Tätigkeiten
Er unternahm Studienreisen in verschiedene europäische Länder sowie 1925 in Begleitung von Herbert Eichholzer und Ferdinand Bilger nach Abessinien. Zunächst in Wien und ab 1933 in Graz war er freischaffend tätig. Zu seinem damaligen Freundeskreis gehörten Anna-Lülja Simidoff, Axl Leskoschek und Kurt Neumann. 1935 wurde Ritter Bühnenbildner am Grazer Stadttheater.
1938 ging er nach Berlin, 1939 kehrte er nach Graz zurück, wo er sich an Treffen der Widerstandsgruppe um Herbert Eichholzer beteiligte. Der Kriegsdienst führte ihn in den Kaukasus. In Kriegsgefangenschaft war er in Schottland.
1946 wurde er als Lehrer an die Kunstgewerbeschule Graz  berufen, am 1. September 1948 übernahm er die Bildhauerklasse an der Kunstschule der Stadt Linz.

### Mitgliedschaften und Funktionen
- Mitglied der Sezession Graz ab 1934, Teilnahme an deren Jahresausstellungen bis 1937
- Präsident der Vereinigung für Künstler und Kunstfreunde MAERZ in Linz (1956/57)

### Werke im öffentlichen Raum

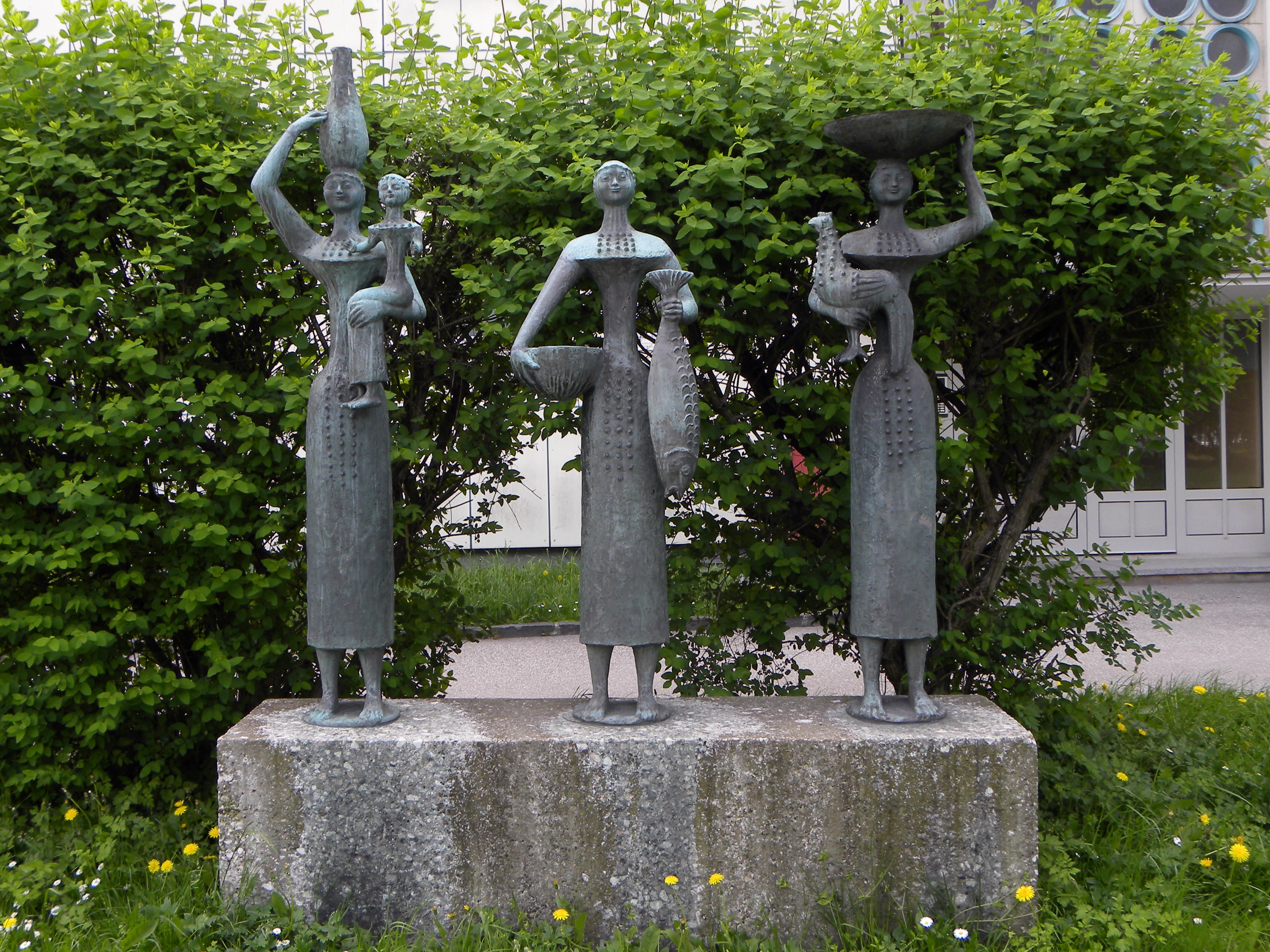
Drei Marktfrauen, Karlhofsiedlung, Linz

Ritter hat mehrere Kunstwerke für den öffentlichen Raum in Linz geschaffen:
- Ergänzung bzw. Sanierung des vorhandenen Neptun-Brunnens mit einer neuen Bronzeplastik Neptun mit Dreizack über vier Pferdeprotomen, Gugl-Rondeau, Freinberg, Froschberg, Linz (1955)
- Gänselieslbrunnen auf dem Südbahnhofmarkt, Linz (1952)
- Drei Marktfrauen in der Karlhofsiedlung, Linz (1965)
- Christus mit Buch und Lamm, Relieffigur aus Betonguss, Evangelische Johanneskirche im Stadtteil Neue Heimat, Linz (1965)
- Flötenspielerinnen auf der unteren Donaulände, Linz (Entwurf 1963, Guss und Aufstellung 1980)
- Bronzebüste Mozarts im Freihaus Starhemberg (1957)
- Hermann Bahr Gedenktafel, Altstadtviertel, Linz (1953)
- Liegender Jüngling, Harbachsiedlung, Linz (1952)
- Rechteckiges Eingangstor mit kupferverkleideten Türflügeln und einem ornamentalen Gittertor dahinter auf der Westwand der Martinskirche in Linz (1957)
- Tierreliefs an und in der Dr.-Ernst-Koref-Schule (um 1961)

Weitere Werke im öffentlichen Raum
- Taubenbrunnen, Schlossbergplatz, Graz (1949)
- Sandsteinfigur Hl. Florian, Liebiggasse, Graz

### Ausstellungen, Museen
Ritters künstlerischer Werdegang war geprägt von zahlreichen Aktivitäten und der Teilnahme an diversen internationalen Ausstellungen:
- Beispielsweise war er 1935 mit einer drei Meter hohen Plastik einer sitzenden Madonna bei der Weltausstellung in Brüssel vertreten.
- Er nahm 1936 an der Biennale von Venedig und 1953 an der Biennale von São Paulo teil.
- 1947 beteiligte er sich an einer Ausstellung des Art Clubs in Rom.
- Kunstschule der Stadt Linz: Walter Ritter Gedächtnisausstellung (1990)
- Lentos: Bronzefigur Stehender weiblicher Akt (1973)
- Neue Galerie Graz: Walter Ritter Gedächtnisausstellung (2004)
- Oberösterreichisches Landesmuseum: Ausstellung Walter Ritter. Plastik, Graphik. Linzer Schloss (1972)

### Auszeichnungen
- Österreichischer Staatspreis für Plastik (1934)
- 1. Preis des Wettbewerbes der Stadt Linz für einen Neptun-Brunnen (1954)
- Berufstitel Professor (1957)
- Stifter-Preis des Landes Oberösterreich (1965)
- Großer Österreichischer Staatspreis für Bildende Kunst (1984)
- Würdigungspreis des Landes Steiermark für bildende Kunst (1985)